# Flensborg-senderen
Flensborg-senderen (på tysk Sender Flensburg) er en 215,0 meter høj tv- og radiomast i Flensborg. Senderen er beliggende få kilometer øst for bydelen Engelsby og blev sat i drift i 1990. Masten er en gittermast fastspændt med stålbarduner og udstyret med en ruseantenne for mellembølgebåndet. 
Fra senderen udsendes både radio- og tv-signaler. Den transmitterer også radiosignaler fra Danmarks Radio. Sendemasten ejes af Norddeutscher Rundfunk. 
Sendemasten i Engelsby afløste en tidligere sendemast i Jørgensby, oprettet i 1957. Senderen i Jørgensby lå i et tætbebygget område midt i byen og var 216 meter høj. Senderen sendte i sin tid på mellembølge, K4 (62 MHz) på VHF , K39 (615 MHz) og K57 (759 MHz) på UHF. Masten var hul og isoleret mod jord. Masten er nu revet ned. Den første sendemast oprettedes her allerede i 1928. Endnu i dag minder gadenavnet Am Sender (Ved senderen) om det tidligere sendeanlæg i Jørgensby.
Flensborg-senderen kunne med luftantenne modtages i det sydlige Danmark fra Varde til Vejle. Nu har Danmark fået kabel tv, og NDR, ARD og ZDF kan ses overalt i Danmark.
54°47′30.57″N 9°30′12.74″Ø / 54.7918250°N 9.5035389°Ø
Nu er tyske tv sendere digitaliseret. Der sendes med MPEG-4 datakomprimering. DVB signaler, se Digitalt TV.